# MOL Comfort
MOL Comfort was een post-Panamax-containerschip dat gebouwd werd in 2008 en onder Bahamaanse vlag voer. Het schip werd gecharterd door Mitsui O.S.K. Lines (MOL). Op 17 juni 2013 brak het schip in twee op 200 nautische mijl van de kust van Jemen. Het achterste stuk zonk op 27 juni en het voorste stuk op 11 juli (nadat het vernietigd werd door een brand).

## Schipbreuk
Op 17 juni 2013 voer het schip in slecht weer en werd er een barst in het midden ondervonden. Later is het schip uiteindelijk in twee stukken gebroken. De 26 bemanningsleden hebben het schip op tijd verlaten en werden door de Yantian Express van hun reddingsvlotten gered. Nadat het schip in twee stukken brak, bleven beide stukken drijven met de 4.382 containers (7.041 TEU) nog intact aan boord.
Op 24 juni waren er vier zeesleepboten ter plaatse die het voorste deel naar een veilige plaats zouden slepen. Voor het achterste deel gered kon worden werd er gemeld op 28 juni dat het achterste deel water maakte. Een dag later zonk het achterste deel tot een diepte van 4.000 meter. Een 1.700-tal containers dreven rond op de plaats van het zinken. Hoewel er 1.500 ton brandstof in het achterste deel aanwezig was, bleek er geen teken van vervuiling te zijn.
Op 2 juli brak de sleeplijn van het voorste deel door het slechte weer. De dag erna was de sleep weer in orde. 
Op 6 juli brak er een brand uit in het voorste deel waarvoor de zeeslepers niet voldoende uitgerust waren om dit te blussen. Daarop werd er assistentie gevraagd aan de Indische kustwacht.
Op 10 juli was het grootste deel van de 2.400 containers volledig door de brand vernietigd. De nacht erna zonk dit deel tot een diepte van 3.000 meter. De oorzaak van de brand is tot nu toe een mysterie alsook die van het incident. Als voorzorg werden de zusterschepen van de MOL Comfort longitudinaal versterkt. Daarbij werden er ook operationele veranderingen ondernomen om de spanningen op de romp te verminderen.